# زوادة
زوادة هي قرية مغربية شمال المملكة. تنتمي زوادة لإقليم العرائش الساحلي. تضم هذه القرية 20.930 نسمة (إحصاء 2004).